# Estavelle
Une estavelle est une cavité caractéristique des zones karstiques qui se comporte comme une perte (ou ponor) lors des périodes sèches drainant l'eau des alentours. Lors des périodes pluvieuses elle se remplit d'eau au point de devenir une source temporaire.
En faisant référence à sa fonction, on parle aussi de perte-résurgence ou inversac.

## Exemples
- En Franche-Comté, le puits de la Brême[1] sur la commune de Scey-Maisières montre le phénomène suivant :
  - en période hydrologique moyenne, son niveau d’eau est stabilisé quelques mètres en dessous du sommet du puits et une partie des eaux du ruisseau de la Brême s'y écoule (voir première photo ci-dessous).
  - en période de pluies importantes, l'eau remonte, le puits devient émissif et le trop-plein va rejoindre le ruisseau de la Brême.

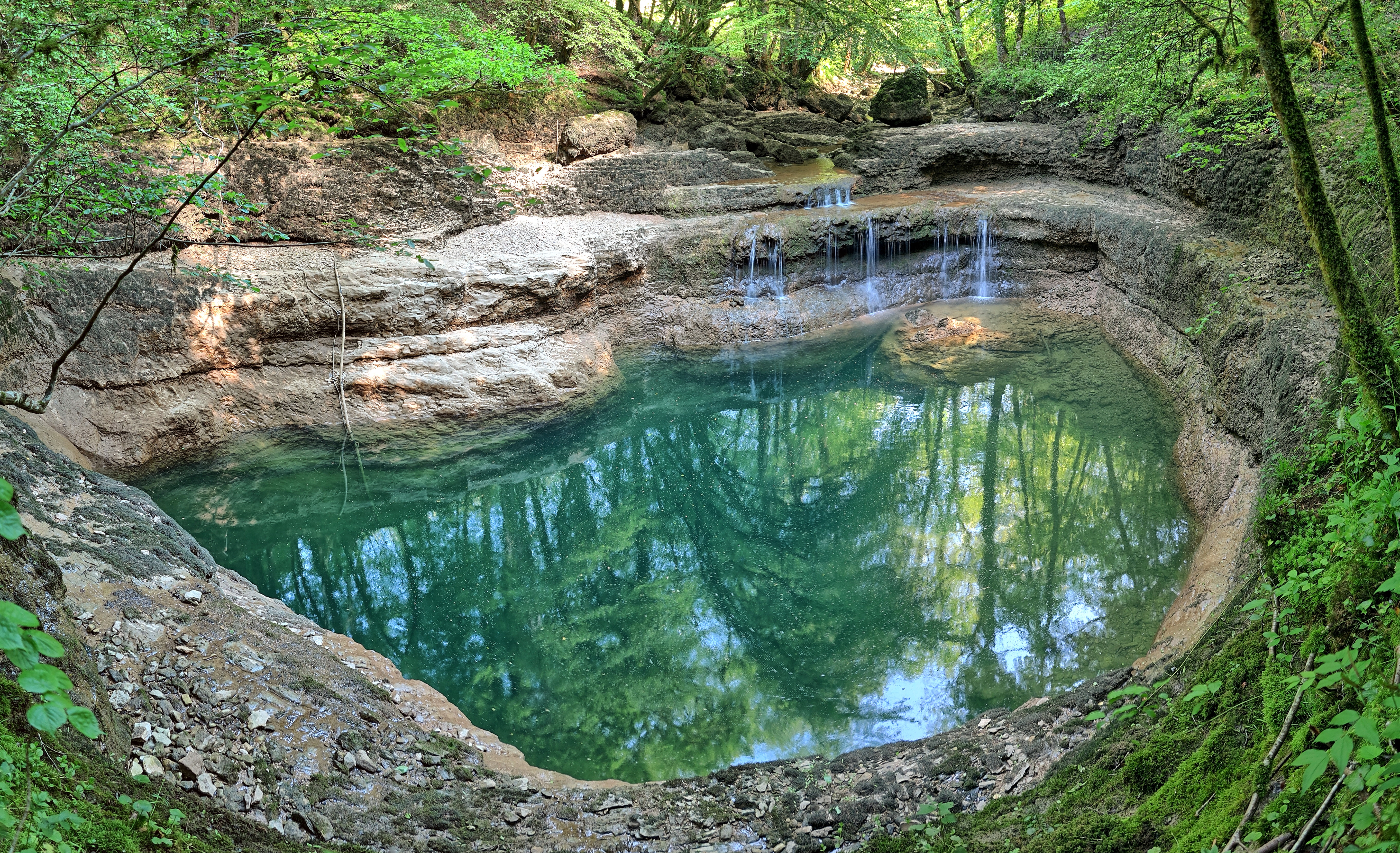
Le puits de la Brême en période normale.
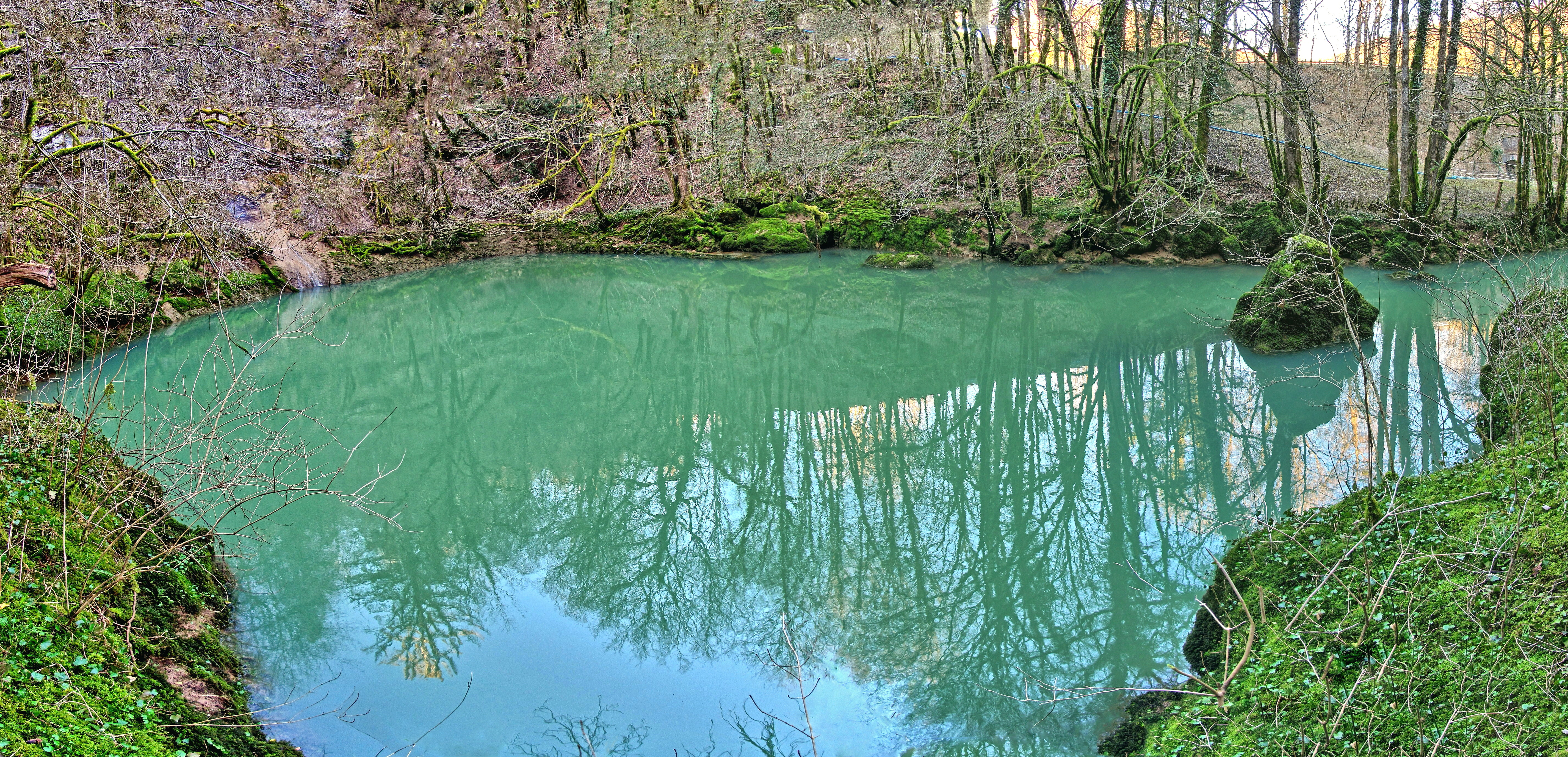
Le puits de la Brême en phase émission.
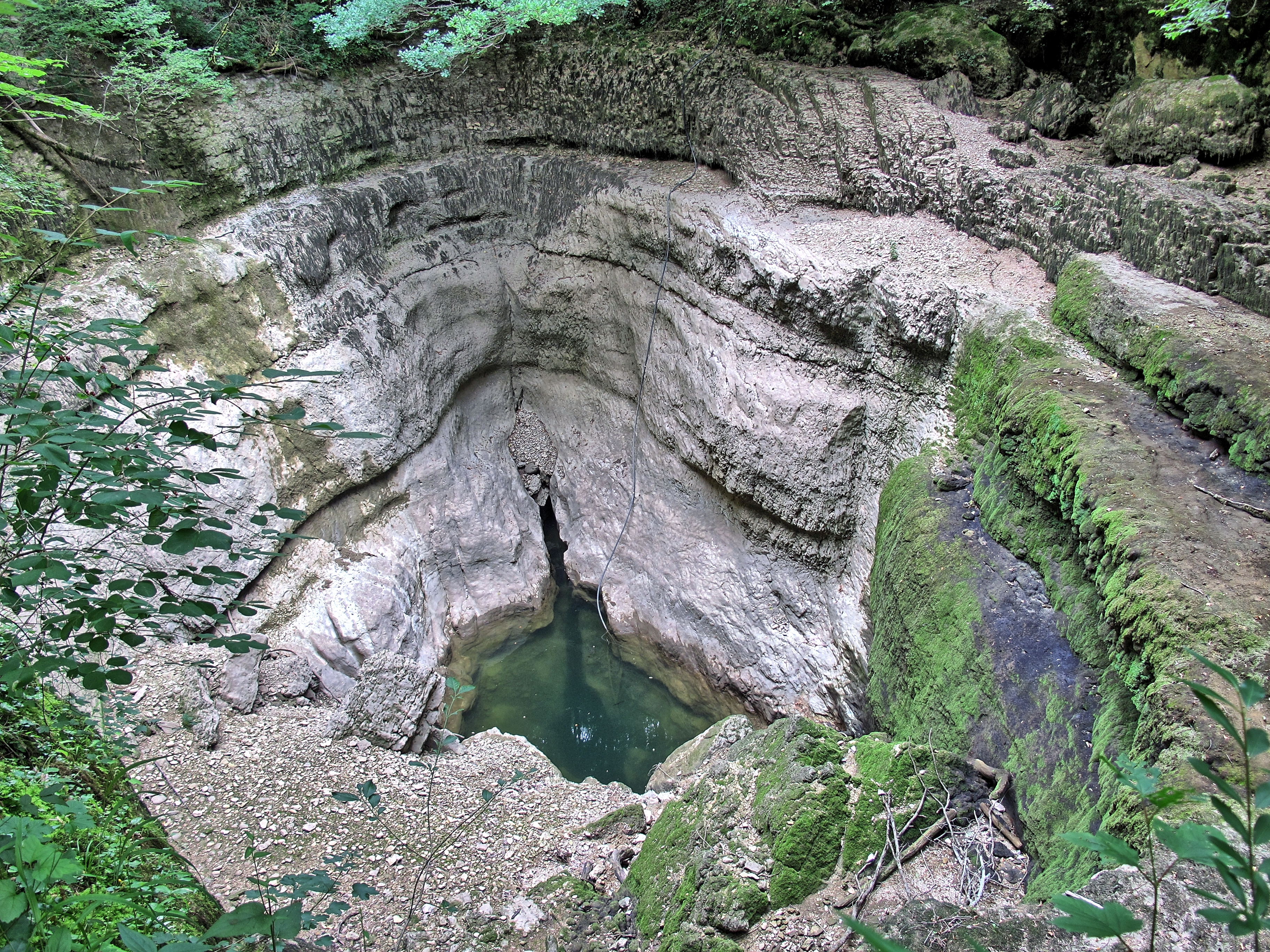
Le puits de la Brème à l'étiage.

- En Lorraine, elles portent fréquemment le nom de deuilles.
- Dans le canton de Fribourg en Suisse, l'estavelle de l'Hongrin[2] sur la commune de Haut-Intyamon.

## Étymologie
Ce terme vient du nom propre de l'Estavelle, ancienne source intermittente située à Cabrières (Hérault). Le nom de la source viendrait lui-même de l'occitan estable « étable » ou estervel « tourbillon ». Joseph Fournet propose l'utilisation de ce mot comme terme en 1859, mais dans un autre sens. Le sens moderne est dû à Jovan Cvijić.